# Marcus Hurley
Marcus Latimer Hurley (Nova York, 22 de desembre de 1883 - Nova York, 28 de març de 1941) va ser un ciclista estatunidenc que va córrer a primers del segle xx. Es va especialitzar en proves de velocitat, aconseguint guanyar quatre medalles d'or i una de bronze als Jocs Olímpics de Saint Louis de 1904.
Amb tan sols 17 anys, el 1901, va guanyar la prova d'esprint del Campionat de Ciclisme en Pista dels Estats Units de categoria amateur. Els tres anys posteriors revalidaria el títol. El 1904 arribaren els seus grans èxits, sobretot als Jocs Olímpics de Saint Louis en guanyar la medalla d'or a les proves d'1/4 de milla, 1/3 de milla, 1/2 milla i 1 milla, així com la medalla de bronze a la de 2 milles. Aquell mateix any, a Londres guanyà la medalla d'or de la prova d'esprint del Campionat del Món de Ciclisme en Pista.
Fins al 1908 va jugar a bàsquet al New York Athletic Club i a la Universitat de Colúmbia.